# 霍赫希尔德同调
数学中，霍赫希尔德同调（Hochschild homology）是环上结合代数的同调论。对某些函子也有一个霍赫希尔德同调。这是以德国数学家格哈德·霍赫希尔德（Gerhard Hochschild）冠名的。

## 代数的霍赫希尔德同调之定义
设 k 是一个环，A 是一个结合 k-代数，M 是一个 A-双模。我们记 A⊗n  为 A 在 k 上的 n 重张量积。给出霍赫希尔德同调的链复形是
{\displaystyle C_{n}(A,M):=M\otimes A^{\otimes n}} 

边缘算子 di 定义为
{\displaystyle d_{0}(m\otimes a_{1}\otimes \cdots \otimes a_{n})=ma_{1}\otimes a_{2}\cdots \otimes a_{n}}
{\displaystyle d_{i}(m\otimes a_{1}\otimes \cdots \otimes a_{n})=m\otimes a_{1}\otimes \cdots \otimes a_{i}a_{i+1}\otimes \cdots \otimes a_{n}}
{\displaystyle d_{n}(m\otimes a_{1}\otimes \cdots \otimes a_{n})=a_{n}m\otimes a_{1}\otimes \cdots \otimes a_{n-1}}
这里对所有 1 ≤ i ≤ n，ai 属于 A，而 m ∈ M。如果我们令
{\displaystyle b=\sum _{i=0}^{n}(-1)^{i}d_{i},}
则 b ° b = 0，所以 (Cn(A,M), b) 是一个链复形，叫做霍赫希尔德复形，它的同调是 A 系数取 M 的霍赫希尔德同调。

## 函子的霍赫希尔德同调
单纯圆周 S1 是有限带基点集合范畴 Fin* 中一个单纯对象，即一个函子 Δo → Fin*。从而，如果 F 是一个函子 F: Fin → k-mod，通过将 F 与  S1 复合，我们得到一个单纯模
{\displaystyle \Delta ^{o}{\overset {S^{1}}{\longrightarrow }}{\text{Fin}}_{*}{\overset {F}{\longrightarrow }}k{\text{-}}\operatorname {mod} .}
这个单纯模的同调是函子 F 的霍赫希尔德同调。如上交换代数的霍赫希尔德同调是当 F 是 Loday 函子的特例。

### Loday 函子
有限带基点集合范畴的一个骨架由对象
{\displaystyle n_{+}=\{0,1,\dots ,n\}}
给出，这里 0 是基点，而态射是保持基点的态射。令 A 是一个交换 k-代数，M 是一个对称 A-双模。Loday 函子 L(A,M) 作用在 Fin* 中的对象由
{\displaystyle n_{+}\mapsto M\otimes A^{\otimes n}.\,}
给出。态射
{\displaystyle f:m_{+}\rightarrow n_{+}}
送到态射 f*
{\displaystyle f_{*}(a_{0}\otimes \cdots \otimes a_{n})=(b_{0}\otimes \cdots \otimes b_{m})}
这里
{\displaystyle b_{j}=\prod _{f(i)=j}a_{i},\,\,j=0,\dots ,n,}
而 bj = 1 如果 f −1(j) = ∅。

### 代数的霍赫希尔德同调之另一描述
一个交换代数 A 的系数取一个对称 A-双模 M 的霍赫希尔德同调是与复合
{\displaystyle \Delta ^{o}{\overset {S^{1}}{\longrightarrow }}{\text{Fin}}_{*}{\overset {{\mathcal {L}}(A,M)}{\longrightarrow }}k{\text{-}}\operatorname {mod} }
相伴的同调，这个定义与上面的定义相同。